# Baliari
Baliari é uma vila no distrito de Dhanbad, no estado indiano de Jharkhand.

## Demografia
Segundo o censo de 2001, Baliari tinha uma população de 11 528 habitantes. Os indivíduos do sexo masculino constituem 55% da população e os do sexo feminino 45%. Baliari tem uma taxa de literacia de 59%, inferior à média nacional de 59,5%; com 67% para o sexo masculino e 33% para o sexo feminino. 15% da população está abaixo dos 6 anos de idade.